# Gardes-le-Pontaroux
Gardes-le-Pontaroux era una comuna francesa que estaba situada en el departamento de Charente, de la región de Nueva Aquitania, que el 1 de enero de 2025 pasó a formar parte de la comuna nueva de Magnac-lès-Gardes como comuna delegada.

## Demografía
| Gráfica de evolución demográfica de Gardes-le-Pontaroux entre 1800 y 2022 |
|                                                                           |

Los datos demográficos contemplados en este gráfico de la comuna de Gardes-le-Pontaroux se han cogido de 1800 a 1999 de la página francesa EHESS/Cassini, y los demás datos de la página del INSEE.